# 安全气囊

儀錶板氣囊燈號

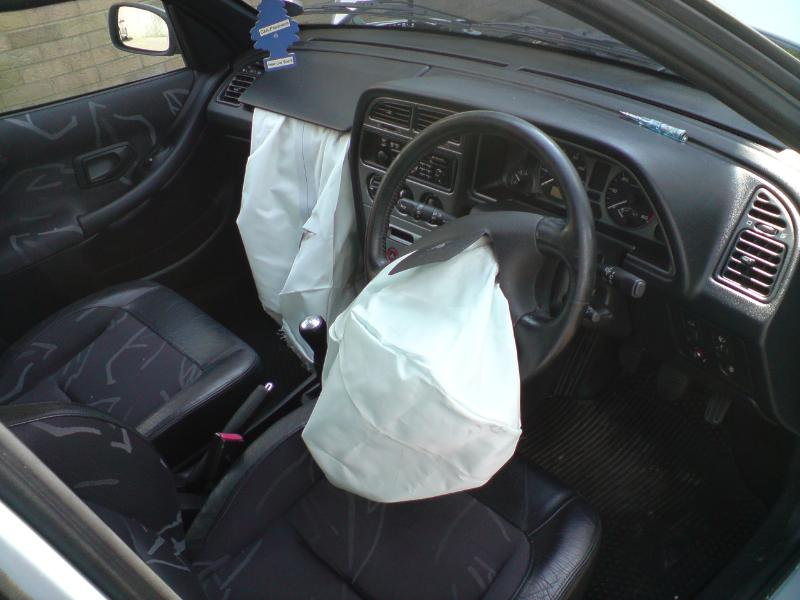
使用過的氣囊

气囊（Air-bag，或稱Supplementary Restraint System，縮寫：SRS）指安裝在汽車上的充氣軟囊，使用在車輛發生撞擊事故的瞬間彈出，藉以達到緩衝的作用，保護駕駛和乘客的安全。一般而言，遭遇到發生碰撞時，可以避免乘座人員頭部和身體，直接撞擊到車輛內部，減少人員傷害程度。根據美國高速公路安全管理局調查，氣囊的使用得當下，令轎車的駕駛死亡率減少11%，正面撞擊則降低30%的衝擊力。
值得注意的是，輔助氣囊在多數事故中雖能降低乘員傷亡程度，然而在少數事故裡卻可能導致乘員更大傷害。此乃因為輔助氣囊之作動原理係藉由炸藥引爆，並在短時間內迅速充氣，具有一定衝擊力，若未搭配安全帶使用，將反而對乘員造成嚴重傷害。
於中文翻譯習慣上，習見將"Supplementary Restraint System"，縮寫："SRS" 或"Air-bag"譯為「安全」氣囊，而此「安全」二字有誤導大眾之嫌，且於英文對應之詞彙中更無見到與"safety"等相關安全字樣，另也易成為於事故中若發生乘員傷亡時，消費者與汽車製造商之爭執。就客觀事實而言，應更譯為「輔助氣囊」、「空氣囊」，或僅稱為「氣囊」兩字較為適宜，該些用詞並確實為相關新車安全評鑑組織、車商所使用（請參見參考文獻之說明），此些譯名不僅呼應英文原文中"supplementary"之意，或係客觀描述該設備之功能（即充滿空氣之軟囊），且提醒大眾選購配備輔助氣囊之車款，並不能完全保證事故發生時乘員之絕對安全，輔助氣囊並非安全帶之替代品，僅為輔助裝備，乘員仍應於具有足夠安全意識下，確實搭配安全帶、兒童安全座椅等安全設備使用，才能發揮最大效用。
今天，氣囊已被多數國家規定為必備的車輛被動性安全裝置之一。

## 歷史
1952年起，美國工程師John W. Hetrick，因一場交通意外事故啟發，促使相關研究工作。1953年8月18日，取得美國輔助乘員保護系統（Supplementary Restraint System）專利。
1971年福特汽车將輔助氣囊裝在一批實驗車上，1974年通用汽車率先在市售車裝上駕駛座輔助氣囊，之後在前乘客座也裝上輔助氣囊，並可依撞擊力道分兩種充氣模式，然而克萊斯勒前董事長李·艾科卡（Lee Iacocca）在自傳中曾說，70年代的顧客只想要大馬力大車身的汽車，對安全配備並不感興趣，安全帶使用率也很低，所以輔助氣囊沒多久就從市場中消失。
1980年12月，奔馳汽車S系列成為第一輛在歐洲正式銷售配有氣囊的汽車。1988年克萊斯勒開始將旗下所有車款都裝上輔助氣囊，並大作電視廣告示範輔助氣囊的效用，才真正開啟汽車界安全配備的競爭。
1984年，美國高速公路安全管理局制訂《聯邦汽車安全標準》（Federal Motor Vehicle Safety Standard；FMVSS）第208條中，增加安裝氣囊的要求。1995年，正式經由美國國會通過法案，提供明確的法則及指導方向，要求1995年起新車的標準配備需要有雙氣囊。1997年起，貨車亦比照辦理。

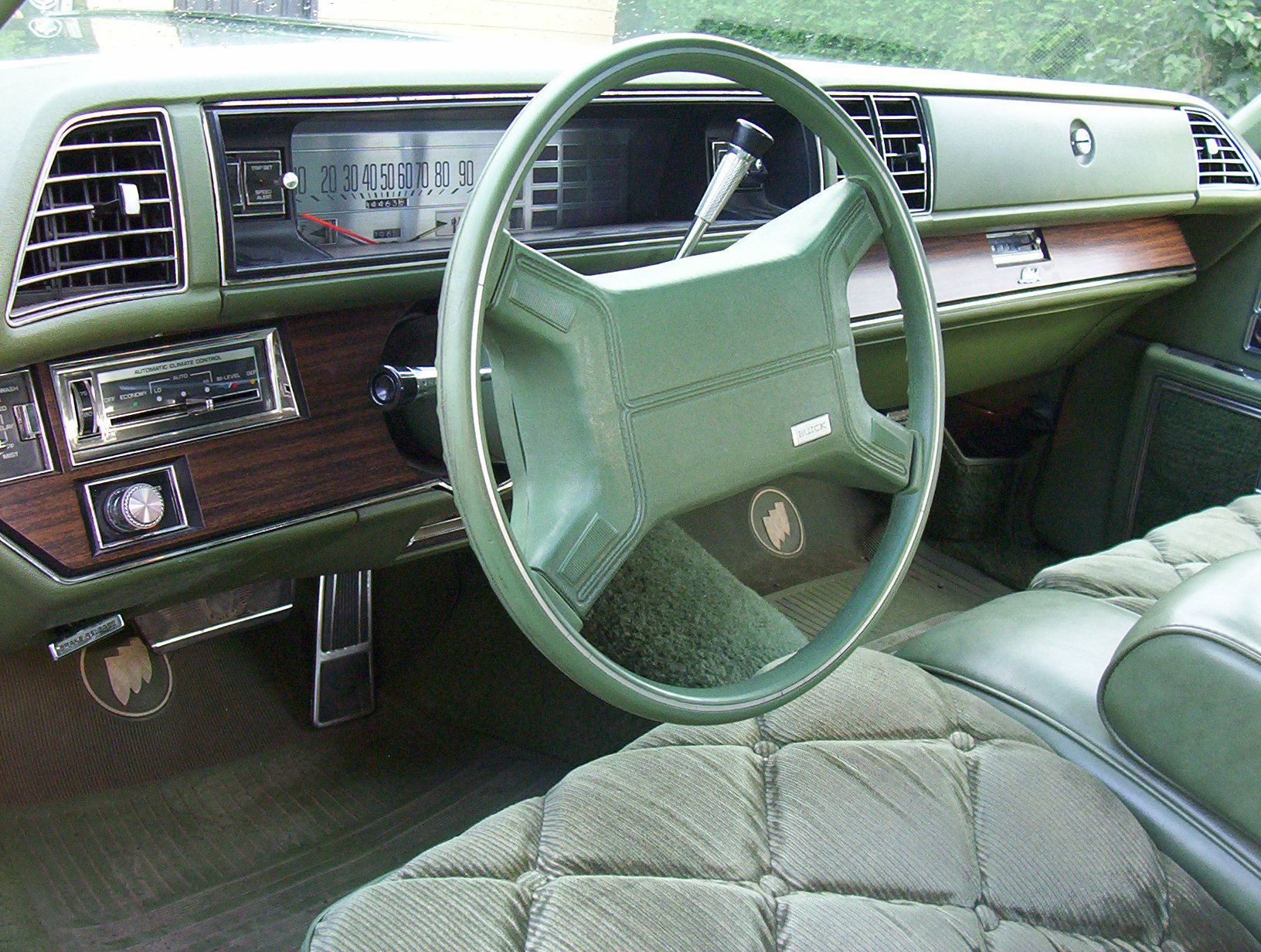
1975年的別克Electra方向盤，早期裝備氣囊的方向盤盤面通常有較巨大的外觀。

## 作動原理
當撞擊感知器檢測到撞擊時，相關控制系統會判斷撞車程度決定是否觸發充氣裝置，通常由汽油或炸药等气体发生剂配合点火装置组成充气模块。为了废弃处理上的安全，通常只高温引爆气囊。
由於撞擊過程時間非常短，一般氣囊由觸發至完成充氣過程約25－35毫秒。充氣時間過長便會失去其效用。

## 氣囊種類
至今，氣囊經過數十年的發展，已演變出各種不同的形式。依據擺放的位置可區分：
- 前方氣囊
  - 駕駛氣囊（Driver Front Airbag；DA）
  - 乘客氣囊（Passenger Front Airbag；PA）
- 側邊氣囊
  - 前座側邊氣囊（Front Side Airbag；FSA）
  - 後座側邊氣囊（Rear Side Airbag；RSA）
- 側邊氣簾
- 膝部氣囊

## 主要裝置
1. 撞擊感知器
2. 電子處理器
3. 充氣裝置
4. 氣囊

## 充气装置
汽車的輔助氣囊內有疊氮化鈉（NaN3）或硝酸銨（NH4NO3）等物質。當汽車在高速行駛中受到猛烈撞擊時，這些物質會迅速發生分解反應，產生大量氣體，充滿氣囊。（疊氮化鈉分解產生氮氣和固態鈉；硝酸銨分解產生大量的一氧化二氮（N2O）氣體和水蒸氣。）

## 大規模召回事件
日本的輔助氣囊大廠高田公司，由於在其產品中使用硝酸銨這種成本較低的化學物質做為氣體發生器（Inflator），但沒有加入乾燥劑，使得硝酸銨久了之後受潮及高溫而變質，氣囊作動時會因力道過大而使零件碎片飛散，反而造成車上駕駛及乘座者因此受傷甚至死亡。至2016年底，已造成美國有11人死亡、其他國家有16人死亡。受影響的汽車品牌甚廣，全球召回的車輛達上千萬輛。

## 电单车輔助气囊夹克和背心
结合与摩托车骑手夹克的气囊系统给骑手安全增加了新的空间。这个系统包括一条啟動绳索以及含有压缩气体的套筒。骑上摩托车时，将柔性绳索一端和摩托车身连接，另一端与夹克中的二氧化碳筒开筒机连接。摔倒，撞击的时候，脱离摩托车的骑手身体拉动绳索且启动二氧化碳筒，輔助气囊系统在0.1 - 0.3秒钟内自动充氣。輔助氣囊夹克大量缓解上身遭受的撞击，因而有效的保护摩托车骑手维持生命必须的器官、脊椎、颈部、肋骨、锁骨和尾骨。 
摩托车骑手/起码运动员的輔助气囊夹克是个长期以来存在的匈牙利发明。其发明家，施特劳布·道马什1976年申请注册专利。

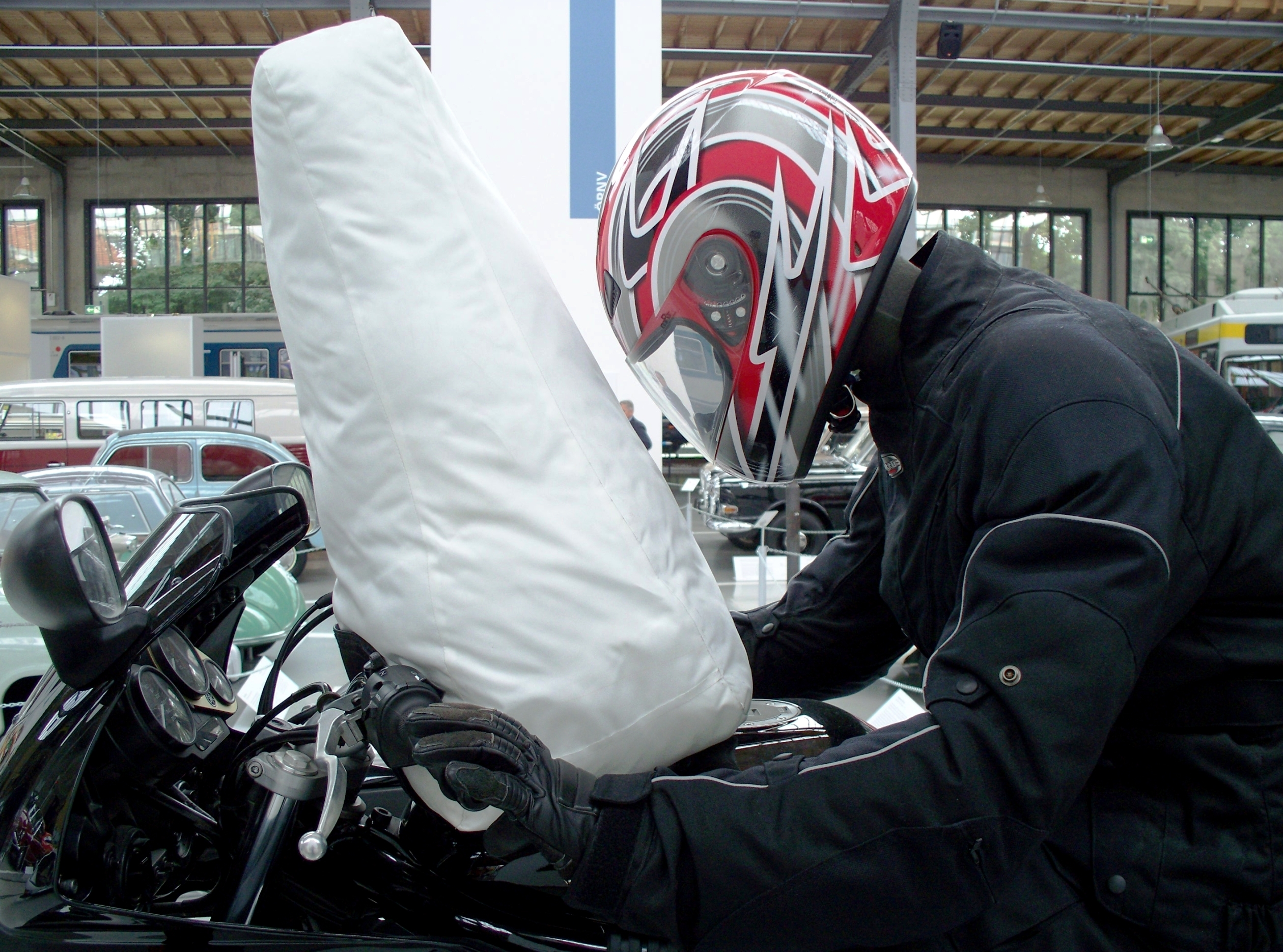
摩托車用輔助氣囊

## 外部連結
- Autoliv Australia Test Centre